# Caenis (affranchie)
Pour l’article homonyme, voir Caenis.
Antonia Caenis était une affranchie d'Antonia la Jeune, la mère de l'empereur Claude dont elle était une secrétaire. Jusqu'à sa mort en 74, elle a été la maîtresse de l'empereur Vespasien.

## Biographie
On estime qu'elle est née en Istrie, maintenant en Croatie. Suétone dit qu'après la mort de la femme de Vespasien, Flavia Domitilla, Caenis était sa femme en tout sauf le nom jusqu'à sa mort. Elle est devenue la maîtresse de Vespasien alors qu'il était marié avec Domitilla l'Aînée. Antonia Caenis a eu une forte influence sur lui et a accumulé des fortunes énormes grâce aux dons offerts par ceux qui ont essayé d'obtenir des faveurs de l'empereur. Elle avait une mémoire remarquable et une influence considérable sur l'administration de l'empereur, menait des activités officielles en son nom et a apparemment accumulé beaucoup d'argent en utilisant sa position. Domitien, le fils de Vespasien, l'a ostensiblement traitée de façon très distante et avec manque de respect.

## Sources
- Suetone, Vie des douze Césars: Vespasian 3, 21; Domitian 12.3
- Dio Cassius, Roman History 66.14
- William Smith (1870), Dictionary of Greek and Roman Biography and Mythology